# Hermann Krätzig
Karl Hermann Krätzig (né le 3 avril 1871 à Schobergrund, arrondissement de Reichenbach, province de Silésie et mort le 18 septembre 1954 à Wittstock/Dosse) est un homme politique allemand du SPD.

## Biographie
Après l'école primaire, Krätzig termine un apprentissage de tisserand à la main à Schobergrund, qu'il termine en 1887 avec l'examen de compagnon. À partir de 1890, il travaille comme tisserand d'usine et livreur de journaux, interrompu par service militaire, qu'il effectue de 1893 à 1895 avec le 63e régiment d'infanterie. En 1897, il devient secrétaire ouvrier de l'Association allemande des travailleurs du textile, dont il devient Gauleiter de Mulhouse en 1904. À partir de 1906, il est rédacteur en chef du magazine de l'association Der Textilarbeiter. À partir de novembre 1918, il dirige le bureau du Reich pour l'industrie textile.

## Parlementaire
Krätzig est élu pour la première fois au Reichstag lors de l'élection de 1912 dans la circonscription de Löbau en Saxe et en est député jusqu'à la fin de l'Empire. Il est membre de l'Assemblée nationale de Weimar depuis l'élection à l'Assemblée nationale allemande le 19 janvier 1919 jusqu'à sa fin en 1920. Puis il est de nouveau membre du Reichstag jusqu'en 1933.

## Publications
- Die zukünftige Handelspolitik Deutschlands und die Interessen der deutschen Textilarbeiter. Gera 1916.
- Europas Wirtschaft im Weltkonzern. Ostsachsen-Druckerei, Löbau 1926